# Hans Adt
Hans Adt (* 14. Juli 1888 in Forbach, Reichsland Elsaß-Lothringen; † 6. April 1980 in Bad Orb) war ein deutscher Papierindustrieller.

## Leben

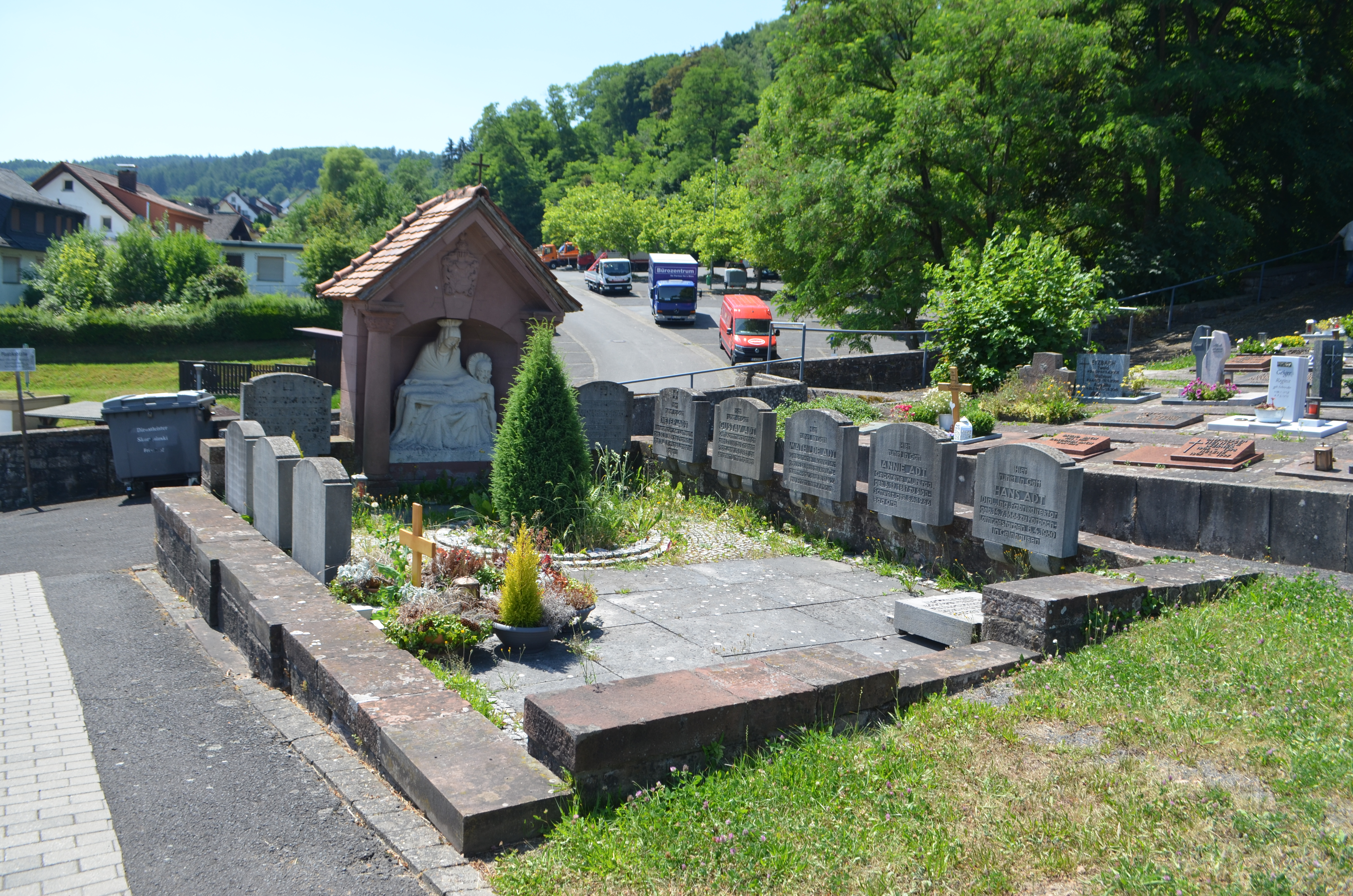
Grabstätte der Familie Adt auf dem Friedhof Bad Orb

Hans Adt wurde als Sohn des Industriellen Gustav Jacob Adt geboren. Nach dem Besuch der Oberrealschule Saarbrücken begann er an der Technischen Hochschule München zu studieren. 1908 wurde er im Corps Suevia München recipiert. Als Inaktiver wechselte er an die Technische Hochschule Charlottenburg.  Nach Abschluss des Studiums als Dipl.-Ing. im Verwaltungsfach machte er seine ersten beruflichen Erfahrungen im Mercedes-Benz-Werk Mannheim und bei MAN in Nürnberg. Anschließend trat er 1918 in die väterliche Firma Gebrüder Adt in Forbach ein. Nach der Enteignung des lothringischen Stammsitzes und der lothringischen Werke im Jahre 1919 durch den französischen Staat wurde Adt als Vorstandsmitglied der Gebr. Adt AG Leiter des Werkes Wächtersbach, das seit 1920 Hauptsitz des Papierkonzerns war. Neben der Leitung der Gebr. Adt AG war Hans Adt Geschäftsführer der Adt-Karcher-Gutsverwaltung GmbH und Mitglied des Aufsichtsrates der Kammgarnspinnerei Kaiserslautern und der Pfälzischen Nähmaschinenfabrik vorm. Gebr. Keyser. Adt war Mitglied des Vorstandes industrieller Verbände und des Enquête-Ausschusses der papierverarbeitenden Industrie. In Bad Orb bewohnte er das Haus Orbtal.
Adt trat zum 1. Mai 1933 der NSDAP bei (Mitgliedsnummer 2.665.330).
Er ist in der Grabstätte der Familie Adt auf dem Friedhof Bad Orb begraben. Diese steht als Kulturdenkmal unter Denkmalschutz.

## Ehrungen
- Verdienstkreuz für Kriegshilfe

## Schriften
- Aus meinem Leben und aus der Geschichte der Firma Gebr. Adt, 1978.
- mit Henri Wilmin und Axel Polleti: Die Familie Adt und ihre Industriebetriebe, 1979.